# Vina, Alabama
Vina là một thị trấn thuộc quận Franklin, bang Alabama, Hoa Kỳ. Dân số năm 2009 là 417 người, mật độ đạt 34 người/km².